# سيا بابا
سيا بابا (باليابانية: 馬場 晴也) (مواليد 24 أكتوبر 2001) هو لاعب كرة قدم ياباني.

## وصلات خارجية
- سيا بابا على موقع الاتحاد الدولي (مؤرشف)  (الإنجليزية)
- سيا بابا على موقع رابطة كرة القدم اليابانية للمحترفين (اليابانية)
- سيا بابا على موقع إي إس بي إن إف سي (الإنجليزية)
- سيا بابا على موقع قاعدة بيانات كرة القدم.إي يو (الإنجليزية)
- سيا بابا على موقع Soccerbase.com (لاعب) (الإنجليزية)
- سيا بابا على موقع Soccerway.com (الإنجليزية)
- سيا بابا على موقع عالم كرة القدم.نت (الإنجليزية)